# Hypostaurella arcuata
Hypostaurella arcuata är en fjärilsart som beskrevs av Sergius G. Kiriakoff 1967. Hypostaurella arcuata ingår i släktet Hypostaurella och familjen tandspinnare. Inga underarter finns listade i Catalogue of Life.